# Melong
Melong é uma cidade dos Camarões localizada na província de Litoral.